# Klaus Jurkschat
Klaus Jurkschat (* 4. September 1952 in Gransee) ist ein deutscher Chemiker. Er ist seit 1994 Professor für Anorganische Chemie an der TU Dortmund und seit 2022 im Ruhestand.
Jurkschat studierte Chemie an der Martin-Luther-Universität Halle-Wittenberg mit dem Diplom 1975 und der Promotion 1980 (Dr. rer. nat). Als Post-Doktorand war er 1980 am Kernforschungszentrum Grenoble. 1987 erfolgte die Habilitation (Promotion B) an der Martin-Luther-Universität, an der er seit 1980 wissenschaftlicher Oberassistent war. Seit 1994 ist er Professor in Dortmund. Dort war er 2002 bis 2005 Dekan der Chemie-Fakultät.
Er war Gastwissenschaftler an der Freien Universität Brüssel (1982, 1985), an der State University of New York at Albany (1988), an der Deakin University in Australien (1991 bis 1993) und Gastprofessor in Bordeaux (2000) und an der Universität Rennes 1 (2012).
1990 erhielt er den Friedrich-Wöhler-Preis. Er ist seit 2011 Herausgeber von Main Group Metal Chemistry und war Mitherausgeber von Organometallics (2006 bis 2009), Phosphorus, Sulfur, and Silicon and the Related Elements und bis 2007 von Applied Organometallic Chemistry.

## Schriften
- Synthese und Strukturuntersuchungen von pentakoordinierten Organozinnverbindungen. Dissertation. Universität Halle, Mathematisch-Naturwissenschaftliche Fakultät, Halle 1980
- Beiträge zur Struktur und Reaktivität intramolekular koordinierter Zinn(II)- und Zinn(IV)-Verbindungen. Dissertation B. Universität Halle, Mathematisch-Naturwissenschaftliche Fakultät, Halle 1987
- mit Hans-Georg Buchholz, Ralf Schirrmacher u. a.: 18F-Markierung von Peptiden mithilfe eines Organosilicium-Fluoridacceptors, Angewandte Chemie, 118, 2006, 6193–6197
- mit Jens Beckmann: Stannasiloxanes: from rings to polymers, Coordination Chemistry Reviews, 215, 2001, 267–300
- Stannasiloxanes. Syntheses, Structures, and Surprises, in: Phosphorus, Sulfur, and Silicon and the Related Elements, 150, 1999, 211–220
- Tetraorganodistannoxanes: simple chemistry from a personal perspective, in: Marc Gielen u. a. (Hrsg.), Tin Chemistry, Wiley 2008, 201–230
- Publikationsliste[1]